# Аурора Плешка
Аурора Плешка (2 вересня 1963) — румунська академічна веслувальниця.
Срібна призерка Олімпійських Ігор 1984 року в складі вісімки.
Бронзова призерка Чемпіонату світу 1982 року в складі розпашної четвірки зі стерновою.